# Open XML Paper Specification
Open XML Paper Specification (OpenXPS) è un formato di file documentale sviluppato da Microsoft con il nome di XML Paper Specification (XPS) e reso standard nel 2009 da ECMA International.
Analogo al Portable Document Format, XPS è un linguaggio di descrizione di pagina basato su XML. Introdotto in Windows Vista, il formato è meno popolare di PDF anche per l'assenza di supporto in ambiente MacOS e sui dispositivi mobili. Windows 7 e Windows 8 includono un visualizzatore di documenti denominato XPS Viewer e una stampante virtuale per la creazione dei file XPS.

## Tecnologia
Un documento XPS è un contenitore basato sul sistema di archiviazione ZIP avente al cui interno una serie di fogli XML definiscono layout, contenuto e aspetto delle pagine, oltre a fornire informazioni su gestione, rendering, archiviazione e stampa del documento nonché sul digital rights management.

## Somiglianze con PDF e PostScript
XPS presenta molte analogie con PDF di Abobe Inc.:
- XPS è un formato a layout fisso progettato per preservare la fedeltà del documento, fornendone un aspetto indipendente dal dispositivo.
- Mentre PDF è un database di oggetti creabili da PostScript o generati direttamente dalle applicazioni, XPS è basato su XML.
- Entrambi i formati sono compressi, sebbene utilizzino metodi diversi.
- Anche l'architettura della pipeline del filtro di XPS è simile a quella utilizzata nelle stampanti che supportano il linguaggio di descrizione della pagina PostScript.
- PDF include funzionalità dinamiche volutamente non supportate dal formato XPS.

| Formato del file                                       | OpenXPS                                                                           | PDF |
| ------------------------------------------------------ | --------------------------------------------------------------------------------- | --- |
| Autore originale                                       | Microsoft                                                                         | Adobe Systems |
| Standardizzato da                                      | Ecma International                                                                | ISO |
| Prima data di uscita pubblica                          | 2006                                                                              | 1993 |
| Ultima versione stabile                                | Ecma International Standard ECMA-388 - Open XML Paper Specification - 1st Edition | ISO 32000-1: 2008 - Gestione dei documenti - Formato documento portatile - Parte 1: PDF 1.7                                         |
| Ultima versione standardizzata                         | Ecma International Standard ECMA-388 - Open XML Paper Specification - 1st Edition | ISO 32000-2: 2017 - Gestione dei documenti - Formato documento portatile - Parte 2: PDF 2.0                                         |
| Tipo di lingua                                         | Linguaggio di markup (XML)                                                        | PDF è un database di oggetti che possono essere creati da PostScript o generati direttamente da un'applicazione.                    |
| Rappresentazione dello schema XML                      | XML Schema (W3C) (XSD) e RELAX NG (ISO / IEC 19757-2)                             | N / A |
| Formato di compressione                                | ZIP                                                                               | LZW sia per testo che per immagini; JPEG, JPEG 2000 e RLE solo per le immagini                                                      |
| Struttura del contenitore                              | Convenzioni sugli imballaggi aperti (ISO / IEC 29500-2: 2008)                     | |
| Contenuto grafico 3D                                   | X3D (ISO / IEC 19775/19776)                                                       | U3D (Standard ECMA-363), PRC (Product Representation Compact, ISO 14739-1: 2014)                                                    |
| Compressione completa del contenuto del file           | Sì                                                                                | Compressione di raccolte di oggetti                                                                                                 |
| Download veloce pagina per pagina dai server web       | Sì                                                                                | Sì |
| Più documenti in un file                               | Sì                                                                                | Sì |
| Segnalibri e struttura del documento                   | Sì                                                                                | Sì |
| Reflowable                                             | No                                                                                | Con tag PDF |
| Collegamenti ipertestuali                              | Sì                                                                                | Sì |
| Miniature delle pagine                                 | Sì                                                                                | Sì |
| Annotazioni                                            | Sì                                                                                | Sì |
| Trasparenze delle immagini                             | Sì                                                                                | Sì |
| Riempimenti sfumati                                    | Sì                                                                                | Sì |
| Canale alfa nelle definizioni dei colori               | Sì                                                                                | Sì |
| Supporto per più modalità di fusione della trasparenza | ?                                                                                 | Sì |
| Cambia tracciamento                                    | No                                                                                | No |
| Protezione della password                              | Sì                                                                                | Sì |
| Firme digitali                                         | Sì                                                                                | Sì |
| JPEG (RGB e CMYK) (ISO / IEC 10918-1)                  | Sì                                                                                | Sì |
| JPEG 2000 (ISO / IEC 15444-1)                          | No                                                                                | Sì |
| JBIG2 per immagini a due livelli                       | No                                                                                | Sì |
| PNG                                                    | Sì                                                                                | Sì |
| TIFF (RGB e CMYK)                                      | Sì                                                                                | No |
| JPEG XR (ISO / IEC 29199-2: 2009)                      | Sì                                                                                | No |
| Supporto grigio                                        | Sì                                                                                | Sì |
| Supporto RGB                                           | Sì                                                                                | Sì |
| Supporto CMYK                                          | Sì                                                                                | Sì |
| Supporto per tinte piatte                              | Sì                                                                                | Sì |
| Estensioni dei nomi di file                            | bue                                                                               | pdf |
| Tipi di media Internet                                 | application / oxps                                                                | application / pdf |
| Licenza standard                                       | Contenuto non gratuito , scaricato gratuitamente da Ecma                          | - PDF 1.7: contenuto non gratuito , scaricato gratuitamente da ISO - PDF 2.0: contenuto non gratuito , scaricato a pagamento da ISO |

## Visualizzazione e creazione di documenti XPS
Windows Vista e versioni successive supportano sia la creazione che la visualizzazione di XPS. Inoltre, l'architettura di stampa di Windows Vista utilizza XPS come formato di spooler.

### Software di terze parti
| Nome                | Piattaforma                      | Funzione |
| ------------------- | -------------------------------- | --- |
| Evince              | Linux                            | Un visualizzatore di documenti per più formati di documenti; può visualizzare documenti XPS grazie a libgxps.                                                             |
| MuPDF               | Linux, Windows , Android , iOS   | Un visualizzatore PDF, XPS e OpenXPS leggero; concesso in licenza secondo i termini di AGPL v3                                                                            |
| Harlequin RIP       | Windows, Mac OS, Linux, ThreadX  | Rende i file XPS per la stampa o la visualizzazione; utilizzato in stampanti desktop, macchine da stampa digitali, prestampa e software                                   |
| Okular              | Linux, FreeBSD, Windows, Solaris | Il visualizzatore di documenti del progetto KDE ; può visualizzare documenti XPS                                                                                          |
| Visualizzatore STDU | Microsoft Windows                | Può visualizzare documenti XPS e altri formati di documenti elettronici. Altre applicazioni STDU possono gestire l'organizzazione/navigazione, conversione ed estrazione. |
| Sumatra PDF         | Microsoft Windows                | Può visualizzare documenti XPS, tra gli altri formati, dalla versione 1.5, grazie a MuPDF                                                                                 |
| Xara Designer Pro   | Microsoft Windows                | App di grafica vettoriale con supporto XPS |
| Annotatore XPS      | Microsoft Windows                | Visualizzatore XPS autonomo che può firmare digitalmente e annotare documenti XPS e convertire documenti XPS in formati immagine comuni.                                  |
| Visualizzatore XPS  | Microsoft Windows                | App gratuita di Software Imaging Ltd. per la visualizzazione di file XPS                                                                                                  |

### Hardware
XPS aveva il supporto di società di stampa come Konica Minolta, Sharp, Canon, Epson, Hewlett-Packard, Xerox e società di software e hardware come CSR (ex Zoran), e Global Graphic. Le stampanti XPS native furono introdotte da Canon, Konica Minolta, Toshiba e Xerox. Nei dispositivi a livello Certified for Windows di Windows Logo Conformance la certificazione era richiesta per avere driver XPS per la stampa dal 1º giugno 2007.

## Licenza
Microsoft ha rilasciato XPS con una licenza di brevetto esente da royalty chiamata Community Promise for XPS, consentendo agli utenti di creare implementazioni della specifica che leggono, scrivono ed eseguono il rendering di file XPS a condizione che includano un avviso all'interno della fonte che le tecnologie implementate possono essere gravate da brevetti detenuti da Microsoft. Esso ha inoltre richiesto alle organizzazioni "impegnate nel business dello sviluppo di: scanner che producono documenti XPS; stampanti che consumano documenti XPS per produrre copie cartacee; o driver di stampa o prodotti software per immagini raster o loro componenti che convertono i documenti XPS allo scopo di produrre output cartaceo, [...] di non fare causa a Microsoft o ai suoi licenziatari ai sensi delle specifiche XML Paper o ai clienti per violazione di qualsiasi brevetto derivato dalle specifiche XML Paper (come definito di seguito) su conto di qualsiasi fabbricazione, uso, vendita, offerta in vendita, importazione o altra disposizione o promozione di qualsiasi implementazione di XML Paper Specification". La specifica stessa è stata rilasciata con una licenza di copyright esente da royalty, che ne consente la distribuzione gratuita.
Il 13 settembre 2011, Monotype Imaging ha annunciato di aver concesso in licenza i suoi filtri di conversione vettoriale da XPS a PCL 6 e XPS a PostScript a Microsoft per l'utilizzo nella prossima versione di Windows.